# بخش دامتاری
بخش دامتاری (به انگلیسی: Dhamtari district) یک منطقهٔ مسکونی در هند است که در Raipur Division واقع شده‌است. بخش دامتاری ۴٬۰۸۴ کیلومتر مربع مساحت و ۷۹۹٬۷۸۱ نفر جمعیت دارد.